# هانس خواكيم سيزر
هانس خواكيم سيزر (بالألمانية: Hans-Joachim Caesar)‏ هو محامي واقتصادي ألماني، (ولد في نيسا في بولندا 1905  م).